# آنا ماريا باتشيكو
آنا ماريا باتشيكو (بالبرتغالية: Ana-Maria Pacheco‏) هي نحّاتة ورسامة برازيلية، ولدت في 1943 في غويانيا في البرازيل.